# AJ Ginnis
Alexandros Ioannis (AJ) Ginnis (Grieks: Αλέξανδρος Ιωάννης Γκιννής) (Athene, 17 november 1994) is een Grieks-Amerikaans alpineskiër. Op het WK 2023 behaalde Ginnis een zilveren medaille op de slalom. Hij werd daarmee de eerste Griek die een medaille behaalde op de wereldkampioenschappen alpineskiën.

## Jeugd
Ginnis werd geboren in Athene als zoon van een Griekse vader en een Amerikaanse moeder. Toen hij twaalf was verhuisde hij met zijn familie naar Oostenrijk. Op zijn zestiende vertrok hij naar Vermont in de Verenigde Staten. De naam AJ is een afkorting van Alexander John, de verengelsing van zijn voornamen Alexandros Ioannis.

## Carrière
Ginnis skiede in het begin van zijn professionele carrière onder Amerikaanse vlag. In 2014 maakte hij zijn wereldbekerdebuut tijdens de slalomwedstrijd in Madonna di Campiglio. Hij wist zich daar niet te kwalificeren voor de tweede run. In 2015 behaalde hij een bronzen medaille op de slalom tijdens het WK voor junioren in Hafjell.
In het seizoen 2016/2017 behaalde Ginnis zijn eerste punten voor de wereldbeker. In Madonna di Campiglio eindigde hij als 26e op de slalom. Dit waren Ginnis' enige wereldbekerpunten die hij namens de Verenigde Staten behaalde. Wel deed hij voor dat land mee aan de landenwedstrijd op het WK 2017. De VS werd daar in de achtste finales uitgeschakeld.
Sinds het seizoen 2020/2021 doet Ginnis als Griek mee aan internationale wedstrijden. Op 4 februari 2023 behaalde hij op de slalomwedstrijd van Chamonix de tweede plaats. Daarmee werd hij de eerste Griekse skiër die een podiumplek bij een wereldbekerwedstrijd behaalde. Twee weken daarna eindigde hij op het wereldkampioenschap in Courchevel ook als tweede op de slalom. Hierdoor werd hij eveneens de eerste Griek met een medaille op het WK alpineskiën.

## Resultaten

### Wereldkampioenschappen
| Jaar                       | Plaats             | Resultaten         |
| -------------------------- | ------------------ | ------------------ |
| Namens de Verenigde Staten |                    |                    |
| 2017                       | Sankt Moritz       | 9e Landenwedstrijd |
| 2019                       | Åre                | Geen deelname      |
| Namens Griekenland         |                    |                    |
| 2021                       | Cortina d'Ampezzo  | DNF2 Slalom        |
| 2023                       | Courchevel/Méribel | Slalom             |

### Wereldbeker

#### Eindklasseringen
| Seizoen                    | Algm | SL  |
| -------------------------- | ---- | --- |
| Namens de Verenigde Staten |      |     |
| 2016/2017                  | 153e | 59e |
| 2017/2018                  | –    | –   |
| 2018/2019                  | –    | –   |
| 2019/2020                  | –    | –   |
| Namens Griekenland         |      |     |
| 2020/2021                  | 113e | 38e |
| 2021/2022                  | –    | –   |
| 2022/2023                  | 70e  | 23e |
| 2023/2024                  | 61e  | 23e |
| 2024/2025                  | 132e | 46e |